# División de Honor Plata femenina de balonmano 2021-22
La División de Honor Plata femenina de balonmano 2021-22 es una temporada de la competición de liga de la segunda categoría del balonmano femenino en España, la División de Honor Plata femenina de balonmano. La temporada 2022-2023 se renombró a División de Honor Oro de balonmano y la División de Honor Plata 2022-2023 se convirtió en la primera temporada de la nueva División de Honor Plata (la tercera división del balonmano femenino español).

## Equipos
| Grupo A                            |  | Grupo B                          |
| ---------------------------------- |  | -------------------------------- |
| Lobas Global ATAC Team Oviedo BF   |  | Gurpea Beti-Onak                 |
| Cicar Lanzarote Ciudad de Arrecife |  | Grafometal La Rioja              |
| Rodriguez CLEBA                    |  | Uneatlántico Unicaja Banco       |
| Rubensa Bm Porriño                 |  | Aiala Zarautz ZKE                |
| Lanzarote Puerto del Carmen        |  | Kukullaga Etxebarri              |
| Unión Financiera                   |  | Schär Colores Zaragoza           |
| Grupo CHR Hand Vall Valladolid     |  | Lauko Ermuko Errotabarri         |
| Camargo74 Propenor Repsol          |  | NAIBC - San Adrián               |
| SAR Rodavigo                       |  | Lagunak                          |
| Oliveira & Faro Saeplast Cañiza    |  | Gaurve Asesores Elgoibar         |
| Siero Deportivo Balonmano          |  | El Pendo Camargo                 |
| AD Carballal                       |  | Helvetia Anaitasuna              |
| Balonmano Gijón                    |  | Loizaga Const Castro-Urdiales    |
| Balonmano Salud Tenerife           |  | Bm. Loyola                       |
| Grupo C                            |  | Grupo D                          |
| Elda Prestigio                     |  | Soliss Bm Pozuela de CVA         |
| Errece Almassora Balonmano         |  | Vino Doña Berenguela Bm. Bolaños |
| Grupo USA H. Mislata UPV           |  | Balonmano IKASA                  |
| Fundació Handbol Sant Vicenç       |  | ITEA Córdoba                     |
| Balonmano Castellón                |  | Bm. Roquetas Bahía de Almería    |
| OAR Gracia Sabadell                |  | Bm. Sanse                        |
| Handbol Sant Joan Despí            |  | IKERSA Urci Almería              |
| HAPO Joventut Mataró               |  | Antequera Costa del Sol          |
| Mubak Bm. La Roca                  |  | UCAM Balonmano Murcia            |
| Handbol Gavá                       |  | +Ventosas Bm. Leganés            |
| Bm. Servigroup Benidorm            |  | Club Balonmano Getasur           |
| Levante UD Bm. Marni               |  | Deza CBM                         |
| CH Amposta Lagrama                 |  | Core Global Bm Parla             |
| KH-7 Bm Granollers Atletic         |  | Universidad de Granada           |

## Liga regular

### Grupo A[2]
|    | Equipo                             | Puntos | J  | G  | E | P  | GF  | GC  | DG   |
| -- | ---------------------------------- | ------ | -- | -- | - | -- | --- | --- | ---- |
| 1  | Lobas Global ATAC Team Oviedo BF   | 50     | 26 | 24 | 2 | 0  | 744 | 509 | 235  |
| 2  | Cicar Lanzarote Ciudad de Arrecife | 43     | 26 | 21 | 1 | 4  | 752 | 581 | 171  |
| 3  | Rodriguez CLEBA                    | 43     | 26 | 21 | 1 | 4  | 863 | 645 | 218  |
| 4  | Rubensa Bm Porriño                 | 39     | 26 | 19 | 1 | 6  | 735 | 663 | 72   |
| 5  | Lanzarote Puerto del Carmen        | 36     | 26 | 17 | 2 | 7  | 720 | 647 | 73   |
| 6  | Unión Financiera                   | 27     | 26 | 13 | 1 | 12 | 747 | 699 | 48   |
| 7  | Grupo CHR Hand Vall Valladolid     | 26     | 26 | 12 | 2 | 12 | 727 | 701 | 26   |
| 8  | Camargo74 Propenor Repsol          | 23     | 26 | 11 | 1 | 14 | 607 | 609 | -2   |
| 9  | SAR Rodavigo                       | 18     | 26 | 8  | 2 | 16 | 667 | 748 | -81  |
| 10 | Oliveira & Faro Saeplast Cañiza    | 16     | 26 | 6  | 4 | 16 | 649 | 703 | -51  |
| 11 | Siero Deportivo Balonmano          | 16     | 26 | 7  | 2 | 17 | 633 | 752 | -119 |
| 12 | AD Carballal                       | 16     | 26 | 7  | 2 | 17 | 645 | 735 | -90  |
| 13 | Balonmano Gijón                    | 11     | 26 | 5  | 1 | 20 | 627 | 747 | -120 |
| 14 | Balonmano Salud Tenerife           | -2     | 26 | 0  | 0 | 26 | 450 | 827 | -377 |

### Grupo B[3]
|    | Equipo                         | Puntos | J  | G  | E | P  | GF  | GC  | DG   |
| -- | ------------------------------ | ------ | -- | -- | - | -- | --- | --- | ---- |
| 1  | Gurpea Beti-Onak               | 52     | 26 | 26 | 0 | 0  | 805 | 497 | 308  |
| 2  | Grafometal La Rioja            | 45     | 26 | 22 | 1 | 3  | 773 | 552 | 221  |
| 3  | Uneatlántico Unicaja Banco     | 42     | 26 | 20 | 2 | 4  | 719 | 586 | 133  |
| 4  | Aiala Zarautz ZKE              | 40     | 26 | 1  | 2 | 5  | 757 | 666 | 91   |
| 5  | Kukullaga Etzeabarri           | 27     | 26 | 12 | 3 | 11 | 676 | 686 | -10  |
| 6  | Schär Colores Zaragoza         | 23     | 26 | 11 | 1 | 14 | 700 | 708 | -8   |
| 7  | Lauko Ermuko Errotabarri       | 21     | 26 | 10 | 1 | 15 | 615 | 642 | -27  |
| 8  | NAIBC - San Adrián             | 20     | 26 | 9  | 2 | 15 | 609 | 678 | -69  |
| 9  | Lagunak                        | 19     | 26 | 8  | 3 | 15 | 634 | 737 | -103 |
| 10 | Gaurve Asesores Elgoibar       | 18     | 26 | 8  | 2 | 16 | 578 | 678 | -100 |
| 11 | El Pendo Camargo               | 17     | 26 | 7  | 3 | 16 | 624 | 716 | -92  |
| 12 | Helvetia Anaitasuna            | 16     | 26 | 8  | 0 | 18 | 663 | 767 | -104 |
| 13 | Loizaga Const. Castro Urdiales | 15     | 26 | 5  | 5 | 16 | 599 | 706 | -107 |
| 14 | Bm. Loyola                     | 9      | 26 | 4  | 1 | 21 | 550 | 683 | -133 |

### Grupo C[4]
|    | Equipo                       | Puntos | J  | G  | E | P  | GF  | GC  | DG   |
| -- | ---------------------------- | ------ | -- | -- | - | -- | --- | --- | ---- |
| 1  | Elda Prestigio               | 47     | 26 | 23 | 1 | 2  | 746 | 628 | 118  |
| 2  | Errece Amassora Balomano     | 43     | 26 | 20 | 3 | 3  | 669 | 616 | 53   |
| 3  | Grupo Usa H. Mislata UPV     | 35     | 26 | 17 | 1 | 8  | 774 | 657 | 114  |
| 4  | Fundació Handbol Sant Vicenç | 34     | 26 | 16 | 2 | 8  | 686 | 597 | 89   |
| 5  | Balonmano Castellón          | 33     | 26 | 15 | 3 | 8  | 718 | 667 | 51   |
| 6  | OAR Gracia Sabadell          | 28     | 26 | 13 | 2 | 11 | 734 | 694 | 40   |
| 7  | Handbol Sant Joan Despí      | 25     | 26 | 11 | 3 | 12 | 718 | 724 | -6   |
| 8  | HAPO Joventut Mataró         | 23     | 26 | 11 | 1 | 14 | 649 | 661 | -12  |
| 9  | Mubak Bm La Roca             | 23     | 26 | 11 | 1 | 14 | 678 | 726 | -48  |
| 10 | Handbol Gavá                 | 22     | 26 | 10 | 2 | 14 | 641 | 667 | -26  |
| 11 | Bm Servigroup Benidorm       | 22     | 26 | 9  | 4 | 13 | 608 | 641 | -33  |
| 12 | Levante UDBM Marni           | 14     | 26 | 6  | 2 | 18 | 641 | 715 | -73  |
| 13 | CH Amposta (Lagrama)         | 11     | 26 | 4  | 3 | 19 | 588 | 671 | -83  |
| 14 | KH7 Bm Granollers Atletic    | 4      | 26 | 2  | 0 | 24 | 566 | 750 | -184 |

### Grupo D[5]
|    | Equipo                          | Puntos | J  | G  | E | P  | GF  | GC  | DG   |
| -- | ------------------------------- | ------ | -- | -- | - | -- | --- | --- | ---- |
| 1  | Soliss Bm Pozuelo de CVA        | 47     | 26 | 23 | 1 | 2  | 738 | 577 | 161  |
| 2  | Vino Dola Berenguela Bm Bolaños | 45     | 26 | 22 | 1 | 3  | 737 | 620 | 117  |
| 3  | Balonmano IKASA                 | 40     | 26 | 20 | 0 | 6  | 690 | 616 | 74   |
| 4  | ITEA Córdoba                    | 33     | 26 | 16 | 1 | 9  | 757 | 703 | 54   |
| 5  | Bm Roquetas Bahía de Almería    | 32     | 26 | 15 | 2 | 9  | 682 | 651 | 31   |
| 6  | Bm Sanse                        | 31     | 26 | 15 | 1 | 10 | 736 | 664 | 72   |
| 7  | IKERSA Urci Almería             | 28     | 26 | 13 | 2 | 11 | 667 | 647 | 20   |
| 8  | Antequera Costa del Sol         | 24     | 26 | 10 | 4 | 12 | 621 | 638 | -17  |
| 9  | UCAM Balonmano Murcia           | 23     | 26 | 10 | 3 | 13 | 643 | 674 | -31  |
| 10 | +Ventosas Bm Leganés            | 23     | 26 | 11 | 1 | 14 | 660 | 684 | -24  |
| 11 | Club Balonmano Getasur          | 14     | 23 | 6  | 2 | 18 | 586 | 666 | -80  |
| 12 | Deza CBM                        | 12     | 26 | 5  | 2 | 19 | 582 | 662 | -80  |
| 13 | Core Global Bm Parla            | 9      | 26 | 3  | 3 | 20 | 590 | 715 | -125 |
| 14 | Universidad de Granada          | 3      | 26 | 0  | 3 | 23 | 601 | 773 | -172 |